# Kulmerland

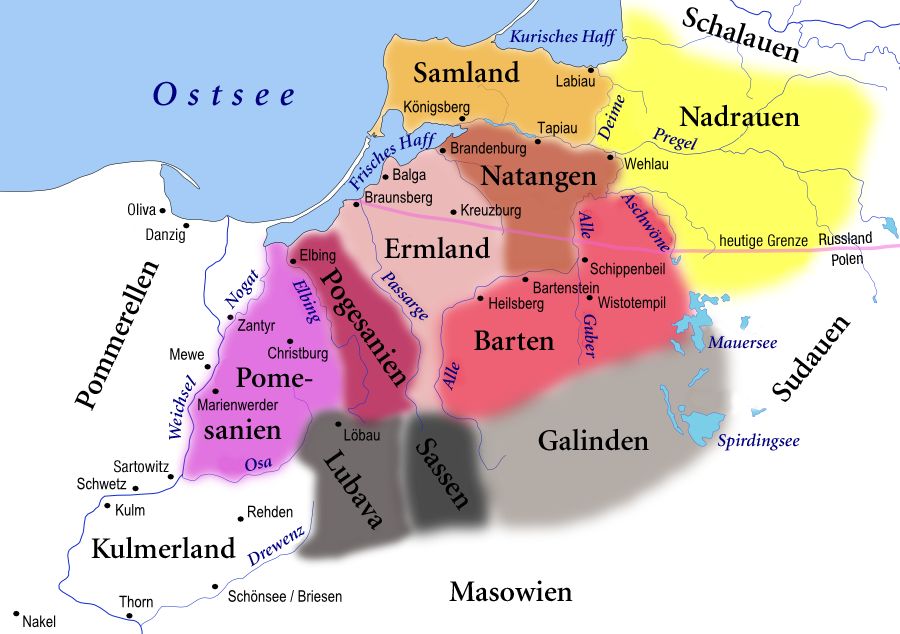
Kulmerland am Weichselknie, südwestlich der altpreußischen Landschaften. Gleichzeitig ragte es wie ein Keil in das westlich, südlich und östlich angrenzende Kujawien.

Das Kulmerland nördlich der Südgrenze Westpreußens auf einer Landkarte von 1908.

Das Kulmerland (auch Kulmer Land, Culmerland oder Culmer Land, polnisch Ziemia chełmińska) ist eine historische Landschaft in der polnischen Woiwodschaft Kujawien-Pommern, benannt nach ihrer Hauptstadt Culm/Kulm (Chełmno). Das flache und fruchtbare Land wird von den Flüssen Weichsel im Westen, Drewenz im Süden und Ossa im Norden begrenzt.
Der Name Kulm stammt von dem slawischen Wort chlm, das einen (bewaldeten) Hügel bezeichnet und als Kulm ins Deutsche entlehnt worden ist. Kulm lag zunächst am wenige Kilometer entfernten Lorenzberg (poln. Góra Św. Wawrzyńca).

## Geschichte
Das Kulmerland zählt zu den Landschaften der zwölf prußischen Stämme. Mit der Expansion der Slawen sind die ersten slawischen Siedlungen im Gebiet des heutigen Kulmerlandes aufgrund archäologischer Funde ins 8. Jahrhundert datiert, doch noch im 13. Jahrhundert war es baltisch-slawisches Mischgebiet.
Seit dem Ende des 10. Jahrhunderts versuchten die polnischen Herrscher das grenznahe Kulmerland zu unterwerfen. Seit der Christianisierung Polens war die Förderung der Missionierung heidnischer Gebiete ein Mittel zur territorialen Expansion feudaler Herrschaften.
Die Stadt Kulm wurde 1065 in einer von König Bolesław II. ausgestellten Urkunde für das Kloster Mogilno erstmals erwähnt.
Da es im Westen, Süden und Osten an Kujawien grenzte und im Unterschied zum nordwestlich anschließenden Herzogtum der Samboriden direkt den Piasten unterstand, dürfte es vor der Abtretung an den Deutschen Orden zum Teilherzogtum Kujawien gehört haben.
Zu Verteidigungszwecken war das Kulmerland in Burgbereiche unterteilt, die während des 12. Jahrhunderts zu größeren administrativen Einheiten, den Kastellaneien, zusammengeschlossen wurden. Diese wurden im Namen des Herzogs von Wojwoden verwaltet. Die Kastellanei von Kulm beispielsweise verteidigte die nördlichen Ränder des Kulmerlandes gegen die Einfälle der Pomesanier, eines Stammes der Prußen, die damals noch Heiden waren und in den ersten Jahrzehnten des 13. Jahrhunderts eine ständige Bedrohung für das Kulmerland darstellten.
1215 nahm mit Christian von Preußen, einem Zisterzienser aus Pommern, der erste Bischof Preußens seinen Sitz in Kulm. Von dort aus wurden nun die Versuche der Christianisierung der Prußen forciert. Diese wehrten sich erbittert gegen die Versuche, sie religiös und weltlich zu unterwerfen, und reagierten mit Gegenangriffen auf schon christianisierte Gebiete wie das Kulmerland und Masowien.
Beim prußischen Einfall von 1216 wurde nicht nur die Burg von Chełmno zerstört, sondern auch Kirchen und Dörfer in Schutt und Asche gelegt sowie deren Bewohner verschleppt. In den folgenden Jahren unternommene Gegenstöße deutscher und polnischer Kreuzfahrer, die von Bischof Christian mitorganisiert worden waren und an denen auch polnische Kleriker teilnahmen, brachten keine militärische  Entscheidung. Herzog Konrad von Masowien und Kujawien (einschließlich des Kulmer Landes), der 1228–1232 Seniorherzog von ganz Polen war, konnte dieser Überfälle selbst nicht mehr Herr werden und die Prußen bedrohten auch andere Regionen. Er und der Bischof Guntbert übergaben im Jahr 1222 in Polazk die in ihrem Besitz befindlichen Anteile am Kulmerland Bischof Christian, damit dieser für den Wiederaufbau und die Befestigung des Schlosses Culm durch die damaligen Kreuzfahrer Sorge trage. nachdem der Deutsche Orden zunächst nicht in der Region aktiv werden wollte, überließ Herzog Konrad von Masowien im April 1228 (oder am 16. Juni 1230, Vertrag von Kruschwitz) dem Deutschen Orden das Kulmerland als Machtbasis für den Kreuzzug gegen die Prußen. Im Jahr 1231 gab Bischof Christian seine gesamten Anteile am Kulmerland an den Deutschen Orden weiter.  Papst Gregor IX. bestätigte im selben Jahr dem Deutschen Orden die von Bischof Christian und von Konrad von Masowien erhaltenen Besitzungen im Kulmerland. Auch bestätigte Papst Gregor IX. im Jahr 1231 Konrad von Masovien auf dessen Ersuchen die Schenkung des Kulmerlandes an den Deutschen Orden. In der Bulle von Rieti legte Papst Gregor IX. 1234 fest, dass der Deutsche Orden für sein Territorium im Kulmerland und in Preußen nur der Kirche unterstehe und keiner weltlichen Macht lehenspflichtig sei.
Die Auffassung, Goldbulle von Rimini, in der Kaiser Friedrich II. 1226 sei hinsichtlich des Datums gefälscht und in Wirklichkeit erst 1235 ausgestellt, verkennt die Interessen Friedrichs II. und des Papstes. Historischer Zusammenhang: Vor der Überlassung des Kulmerlandes durch Konrad von Masowien hatte der Orden noch kein Interesse an Preußen, denn kurz zuvor war er von König Andreas II. von Ungarn aus dem Burzenland vertrieben worden, das er im Kampf gegen die Kumanen erobert hatte. Aber Friedrich II. hatte ein eigenes Interesse, einen Heiligen Krieg abseits des Mittelmeeres zu unterstützen. Er hatte dem Papst einen Kreuzzug versprochen, pflegte aber gute und lukrative Beziehungen zu den islamischen Reichen an Süd- und Ostküste des Mittelmeeres. Darum schaltete er sich ein, bevor sich der Orden zum Kampf gegen die Prußen bereitgefunden hatte. Mit der Lehenshoheit über die zu erobernden Gebiete versuchte er gleichzeitig, ohne eigene Anstrengung die Macht des Römisch-deutschen Reiches auszudehnen. Etwa ein Jahr nach der Bulle von Rieti erlangte er auf diplomatischem Wege die Hoheit über die wichtigsten Pilgerstätten im Heiligen Land. Gregor IX. wiederum wollte einen Machtzuwachs Friedrichs II. verhindern, der König von Sizilien südlich des Patrimonium Petri war und gleichzeitig Kaiser des Römisch-deutschen Reiches nördlich. Darum schloss er jede weltliche Lehenshoheit über den Ordensstaat aus, weswegen eine danach beanspruchte Lehenshoheit von Anfang an wirkungslos gewesen wäre, auch mit einem vordatierten Schriftsatz.
Der Deutsche Orden nahm 1230 das (heute) am linken Weichselufer gelegene Nessau in Besitz, gründete 1231 Thorn und (ein paar Kilometer von der alten polnischen Gründung entfernt) wieder 1232 Kulm. Im Laufe des Jahres 1232 hatten die Ordensritter schließlich den größten Teil des Kulmerlandes unter ihrer Kontrolle und konnten nun mit dem Wiederaufbau und der Wiederbesiedlung der von den Prußen zerstörten Siedlungen und Burgen beginnen. 1234 eroberten die Ordensritter  Rehden und 1234 Graudenz. 1233 erhielten Kulm und Thorn mit der Kulmer Handfeste als erste Ansiedlungen im Kulmerland das Stadtrecht verliehen.
In einem Dokument vom 28. Juli 1243 wurde Preußen vom päpstlichen Legaten Wilhelm von Modena in vier Bistümer – das Kulmer-, Erm- und Samland sowie Pomesanien – aufgeteilt, die dem Erzbistum Riga unterstellt wurden. Gleichzeitig wurde festgelegt, dass zwei Drittel der durch den Deutschen Orden eroberten prußischen Gebiete ihm selbst und ein Drittel den Kulmer Bischöfen gehören sollte. Der Deutsche Orden eroberte 1308 das benachbarte Herzogtum Pomerellen mit Danzig westlich des Prußengebiets und blieb durch den Vertrag von Soldin, 1309, im Besitz dieses Gebiets. Für das Versprechen, in Zukunft jedweder Ansprüche auf Pommerellen sowie auf das Kulmerland und das Michelauer Land zu entsagen, erhielt Polen 1343 im Gegenzug durch den Friedensvertrag von Kalisch das vom Orden eroberte Kujawien und das Dobriner Land.
Im Jahr 1440 waren die Städte des Kulmerlandes, darunter auch Thorn, die älteste Stadt Preußens und der Geburtsort des Arztes und Astronomen Nikolaus Kopernikus, dem  gegen den Deutschen Orden  opponierenden Preußischen Bund beigetreten, der 1454 vom Deutschordensstaat abfiel und sich in Gestalt des autonomen, weder vom Heiligen Römischen Reich noch von der Römischen Kurie  anerkannten Preußen Königlichen Anteils freiwillig der Oberhoheit der Krone Polens unterstellte.  Nach dem Dreizehnjährigen Krieg zwischen dem Königreich Polen und den Städten des Preußischen Bundes einerseits und dem Deutschen Orden andererseits blieb das Kulmerland im Zweiten Thorner Frieden unter polnischer Oberhoheit. Es wurde, erweitert um das Michelauer Land, einer der vier Landesteile des autonomen Königlichen Preußens.
Das Kulmerland war fortan Polonisierungsversuchen ausgesetzt, mit dem Hauptziel, die autonome Region des Königlichen Preußen möglichst in eine polnische Provinz umzuwandeln.  Dieses wurde 1569 anlässlich der Bildung der Union von Lublin, durch die der Doppelstaat Polen-Litauen entstand, erneut versucht: Durch sein  staatsstreichartiges Dekret vom 16. März 1569 auf dem Lubliner Sejm kündigte König Sigismund II. August die Autonomie des Königlichen Preußens unter Androhung herber Strafen einseitig auf, weshalb die Oberhoheit des polnischen Königs von den ehemaligen Städten des Preußischen Bundes von 1569 bis 1772 als Fremdherrschaft empfunden wurde. Während der polnischen Herrschaft wurden das Kulmer Land und das Michelauer Land fast vollständig polonisiert, bei der ersten polnischen Teilung von 1772 fanden sich hier als mehrheitlich deutsche Distrikte nur Stadt und Stadtbezirk Thorn sowie die Thorn-Kulmer Niederung. Dies hatte auch daran gelegen, dass sich der ursprünglich deutsche Adel aufgrund erhaltener Privilegien rapide polonisierte. Mit den Polonisierungsbemühungen einher ging nach der Reformation die systematische Verfolgung und Unterdrückung der Protestanten durch polnische staatliche und kirchliche Behörden, die im Thorner Blutgericht vom 7. Dezember 1724 einen Höhepunkt fand. Auch die Juden waren Repressalien ausgesetzt.
Im 18. Jahrhundert siedelten im Kulmerland zahlreiche protestantische Exulanten aus dem Salzburger und Berchtesgadener Land, aus den Frieslanden und den Niederlanden. Sie erhielten Ländereien nach dem sog. Holländerrecht, welches sie vom Frondienst und vom Zehnten befreite, ihnen Glaubensfreiheit und eine Reihe weiterer Privilegien einräumte. Sie prägten noch bis vor dem Zweiten Weltkrieg auch die hier gesprochene Mundart.
Nach der ersten polnischen Teilung im Jahr 1772 kam das westliche Preußen mit dem Kulmerland und dem Michelauer Land unter Friedrich II. zu Brandenburg-Preußen. Das Gebiet kam 1816 zur neuen Provinz Westpreußen, die zwischen 1824 und 1878 mit Ostpreußen als Provinz Preußen vereinigt war und danach wieder selbständig wurde. Bis 1920 blieb das Kulmerland preußisch, mit Ausnahme der Franzosenzeit von 1807 bis 1815, während der es zum Herzogtum Warschau gehörte. Die Provinz war von 1849 bis 1851 Teil des Deutschen Bundes und ab 1871 des Deutschen Reichs. Das bis auf die Städte Graudenz und Umgebung und Thorn infolge der Polonisierung mehrheitlich polnischsprachige Kulmerland bildete darin die Wahlkreise Graudenz-Strasburg und Thorn-Kulm. In beiden Wahlkreisen setzten sich ungeachtet der ethnischen Zugehörigkeit der Wählerschaft bei den Reichstagswahlen mit knapper Mehrheit überwiegend nationalliberale gegen polnische Kandidaten durch.
Nach Ende des Ersten Weltkriegs musste Deutschland das Kulmerland aufgrund der Bestimmungen des Versailler Vertrags zum Zweck der Einrichtung des Polnischen Korridors am 20. Januar 1920 ohne Volksabstimmung an Polen abtreten.
Im Jahr 1934 kündigte die polnische Regierung den Minderheitenschutzvertrag zwischen den Alliierten und Assoziierten Hauptmächten und Polen von 1919 auf.
Nach dem Überfall auf Polen wurde das Kulmerland 1939 vom Deutschen Reich annektiert und gehörte bis 1945 zum Reichsgau Danzig-Westpreußen. Damit verbunden war die Unterdrückung der polnischen Bevölkerung und deren teilweise Umsiedlung in das Generalgouvernement.
Gegen Ende des Zweiten Weltkriegs wurde das Kulmerland im Zuge der Weichsel-Oder-Operation im Januar von der Roten Armee besetzt und wieder Teil Polens. In der Folgezeit wurde die deutsche Bevölkerung, soweit sie nicht geflohen war, größtenteils von den neuen polnischen Verwaltungsbehörden vertrieben. Die neu angesiedelten Bewohner kamen zum Teil aus den im Rahmen der „Westverschiebung Polens“ an die Sowjetunion gefallenen Gebieten östlich der Curzon-Linie.

## Legende
Der Sage nach war Chelmo der zwölfte Sohn des Königs Widowuto, der das Land zwischen Mokra, Istula (Weichsel) und Driwantza (Drewens) erhielt. Er baute sich eine Feste namens Chelmo, die später Althaus Culm hieß. Eine weitere Feste benannte er nach seinem Sohn Potto, die später Potterberg hieß.

## Staatliche Zugehörigkeit (Übersicht)
Das Kulmerland (Ulmigeria, Culmigeria) im Altpreußenland wechselte in seiner Geschichte mehrfach die politische Zugehörigkeit. Hier eine kurze Zusammenfassung:
- vor 1230: prußisches Territorium, seit dem 10. Jahrhundert Eroberungsversuche des Königreichs Polen
- 1230–1466: Deutschordensstaat
- 1466–1569: Preußen Königlichen Anteils (vom Deutschordensstaat abgefallene autonome Region unter freiwillig gewählter Oberhoheit der Krone Polens)
- 1569–1772: Preußen Königlichen Anteils (Region mit eingeschränkter Autonomie unter der Oberhoheit der Krone Polen-Litauens)
- 1772–1807: Preußen (außerhalb des ersten Deutschen Reiches, Teil des preußischen Staates)
- 1807–1815: Herzogtum Warschau (während der Franzosenzeit)
- 1815–1871: Preußen (außerhalb des Deutschen Bundes, Teil des preußischen Staates)
- 1871–1918: Preußen als Teil des zweiten Deutschen Reichs
- 1918–1920: Freistaat Preußen als Teil der Weimarer Republik
- 1920–1939: Zweite Polnische Republik (infolge der Bestimmungen des Versailler Vertrags)
- 1939–1945: Deutsche Besetzung (als Folge des Überfalls auf Polen)
- 1945–1989: Volksrepublik Polen
- seit 1989: Dritte Polnische Republik